# Paulo Sérgio Domingues
Paulo Sérgio Domingues (São Paulo, 6 de dezembro de 1966) é um magistrado brasileiro, atual ministro do Superior Tribunal de Justiça (STJ). Anteriormente, foi procurador do município de São Paulo, juiz federal e desembargador do Tribunal Regional Federal da 3.ª Região (TRF-3).

## Carreira
Paulo Domingues formou-se em direito pela Faculdade de Direito da Universidade de São Paulo e concluiu o mestrado pela Universidade de Frankfurt (Alemanha).
Foi procurador do município de São Paulo de 1987 até 1995, quando ingressou na carreira da magistratura como juiz federal.
Presidiu a Associação dos Juízes Federais do Brasil (Ajufe) no biênio de 2002 a 2004.
Em 12 de dezembro de 2014, foi promovido ao cargo de desembargador do Tribunal Regional Federal da 3.ª Região.
Em 2022, foi indicado pelo presidente Jair Bolsonaro para o cargo de ministro do Superior Tribunal de Justiça, a partir de lista quádrupla votada pelos integrantes do tribunal, para vaga destinada a membro de Tribunal Regional Federal, aberta pela aposentadoria do ministro Nefi Cordeiro. Em 22 de novembro, a indicação foi aprovada pelo plenário do Senado Federal com 57 votos favoráveis, 2 contrários e 3 abstenções. Tomou posse como ministro do STJ no dia 6 de dezembro.